# Pietrasze (Gołdap)
Pietrasze (deutsch Pietraschen) ist ein Dorf in der polnischen Woiwodschaft Ermland-Masuren, das zur Stadt- und Landgemeinde Gołdap (Goldap) im Powiat Gołdapski gehört.

## Geographische Lage
Pietrasze liegt im Nordosten der Woiwodschaft Ermland-Masuren, acht Kilometer südlich der Kreisstadt Gołdap (Goldap). Das Dorf liegt im Gebiet der Seesker Höhe (polnisch: Wzgórza  Szeskie) südwestlich des Tatarska Góra (Tannenkopf), der mit seinen 308 Metern zu den hohen Bergen Nordpolens zählt.

## Verkehr
Pietrasze liegt in einem für den Normalverkehr nicht leicht zugänglichen Gebiet an einer Nebenstraße, die über die Seesker Höhe führt und Gołdap mit dem südlichen Kreisgebiet verbindet.

## Geschichte
Das im Jahr 1565 gegründete kleine Dorf, das nach 1740 Pietraschken, vor 1900 auch Pietraszen hieß, trug vor 1945 das Erscheinungsbild eines weit verstreuten Ortes. Im Jahr 1874 wurde es in den Amtsbezirk Skötschen (polnisch: Skocze), der – 1939 in „Amtsbezirk Grönfleet“ umbenannt – bis 1945 bestand und zum Kreis Goldap im Regierungsbezirk Gumbinnen der preußischen Provinz Ostpreußen gehörte.
Die Einwohnerzahl Pietraschens belief sich im Jahr 1910 auf 181. Sie verringerte sich bis 1933 auf 178 und betrug 1939 noch 169.
Am 3. Juni 1938 erhielt Pietraschen im Zuge der nationalsozialistischen Umbenennungsaktion den Namen „Rauental (Ostpr.)“. In Kriegsfolge kam das Dorf 1945 mit dem gesamten südlichen Ostpreußen zu Polen und trägt seither die polnische Bezeichnung „Pietrasze“. Heute ist es eine Ortschaft im Verbund der Stadt- und Landgemeinde Gołdap im Powiat Gołdapski, bis 1998 der Woiwodschaft Suwałki, seither der Woiwodschaft Ermland-Masuren zugehörig.

## Religionen
Die Mehrheit der Einwohner Pietraschens war vor 1945 evangelischer Konfession und in das Kirchspiel der Neuen Kirche in Goldap eingepfarrt, die zum Kirchenkreis Goldap in der Kirchenprovinz Ostpreußen der Kirche der Altpreußischen Union gehörte. Die wenigen Katholiken waren zur Pfarrkirche ebenfalls in Goldap im Bistum Ermland ausgerichtet.
Seit 1945 ist die Bevölkerung Pietraszes fast ausnahmslos katholisch und weiterhin nach Gołdap hin orientiert. Die dortige Pfarrkirche untersteht jetzt dem Dekanat Gołdap im Bistum Ełk (Lyck) der Römisch-katholischen Kirche in Polen. Die wenigen evangelischen Kirchenglieder gehören zur Kirchengemeinde in Gołdap, die jetzt eine Filialgemeinde der Pfarrei in Suwałki in der Diözese Masuren der Evangelisch-Augsburgischen Kirche in Polen ist.